# 梅斯施密特
梅斯施密特（羅馬化：Mys Shmidta），又译施密特角村，是俄罗斯楚科奇自治区的市级镇，为该自治区尤利廷区两座市级镇中规模较小的一座。地处楚科奇自治区北部，坐落于奥托·施密特角上，临楚科奇海。在区行政中心埃格韦基诺特北偏西约288公里、自治区首府阿纳德尔东北约482公里处。距离最近的聚居地是位于西北侧的楚科奇民族村雷尔凯皮（Рыркайпий）村。
该镇曾是施密特区的行政中心，之后该区并入尤利廷区。2022年人口有121人；2010年人口492；2002年人口705；1989年人口4,587。